# Ліцей № 38 (Київ)
Київський ліцей № 38 — навчальний заклад у Шевченківському районі міста Києва. Ліцей забезпечує проміжне положення між середньою та вищою ланками навчання, забезпечує безперервну кваліфіковану освіту молоді в галузях математики, інформатики, економіки, літератури, міжнародних відносин, історії, права тощо. Основний набір до ліцею здійснюється до 1-го класу. Додаткові набори здійснюються до всіх інших класів, крім 11-го, при наявності вакантних місць.

## Побудова ліцею
- 1-6 класи — це базова ланка ліцею з поглибленим вивченням ряду предметів (математика, інформатика, іноземні мови, література, право);
- 7-8 класи — це початок спеціалізації (математичний і гуманітарний напрямки);
- 9-11 класи — здійснюється спеціалізація за такими напрямками: математика+інформатика, математика+економіка, іноземна філологія, історія+правознавство;

відбувається підготовка учнів ліцею до подальшого отримання безперервної освіти у вузах.
У ліцеї здійснюється поглиблене теоретичне і широке практичне вивчення дисциплін фундаментального і прикладного характеру у тісному взаємозв'язку з вищою школою, в єдиній науково-методичній та навчально-педагогічній системі.

## Педагогічний склад
На сьогоднішній день в ліцеї працює 84 вчителя, серед них:
- Викладачів ЗВО — 7
- Кандидатів наук — 4
- Соросовських преміантів — 4
- Вчителів-методистів — 11
- Старших вчителів — 9
- Вищу категорію мають 36 вчителів
- Першу категорію мають 17 вчителів

## Історія

### 1930—1950
- 1937 — Заснування середньої школи № 38 за адресою: вул. Некрасовська, 4.

Мова навчання — українська.

Директор — Стеценко Д. Е.
- 1938–1941 — Випуск — 125 чоловік.

У Другій світовій війні брали участь 90 випускників школи.

Загинуло — 49 чоловік.
- 1944–1953 — Школа для хлопчиків.

Мова навчання — російська.

Директори: Рейтблат М. Н. (1944—1950 роки), Печеник Є. Б. (1950—1953 роки)
- 1953–1956 — Школа переїжджає до нової будівлі по вул. Артема, 48.

Мова навчання — російська.

Директор — Єрмоленко С. М.
- 1956 — Разом хлопці та дівчата.

Школа знову переїжджає до нової будівлі по вул. Гоголівській, 31, де й знаходиться по теперішній час.

Мова навчання — російська.

Директор — Федотова З. В. (1956—1970 роки)

### 1960—1980

Меморіальна дошка Валерія Молчанова на будівлі ліцею

- 1962 — Введено класи з поглибленим вивченням математики. У ці роки в ліцеї працювали відомі в Києві вчителі математики: Каплан Я. Л. і Дінер Ю. С. У наступні роки їхню естафету підхопили вчителі-методисти Матусевич А. К. і Пустовойтов В. Г.
- 1970 — Директором школи призначено Бурлаченко І. Р. (1970—1988 роки), вчитель — методист, Відмінник освіти України, кавалер ордена «Знак пошани», нагороджена Подякою Київської державної адміністрації.
- 1973 — Відкриття музею історії школи.

Директор музею, ініціатор шкільної газети, вчитель-ветеран Сталінська Ф. Л. Відновлено випуск газети "За честь школы ".
- 1975 — Присвоєння школі імені випускника, льотчика-випробувача В. М. Молчанова.
- 1978–1988 — Добудова школи.

Відкриття кабінету інформатики, одного з перших в м. Києві.

Школа стає експериментальним майданчиком Міністерства освіти України з інформатики.

Кількість учнів, які навчаються в школі — 1115.
- 1988 — Школа з поглибленим вивченням математики.

Мова навчання — російська.

Директор — Козіна І.П, Заслужений працівник освіти України, учитель — методист, генеральний секретар-координатор міжнародних програм Асоціації керівників шкіл України (АКШУ), член Європейської асоціації керівників шкіл (ESHA)
- 1989 — Створення профільних класів, введення гуманітарного напрямку.

Створення Ради школи.

### 1990-наш час
- 1990–1991 — Школа ліцензована як ліцей.

Це стало можливим завдяки ініціативі та творчій наполегливості групи вчителів школи, яких можна вважати Ініціаторами створення ліцею, їхніх однодумців, а також високому авторитету Школи № 38, який здобули в попередні роки її вчителі та учні.
Ліцейські традиції.
Перехід на українську мову навчання.
- 1992 — Школа-ліцей стає базовим навчальним закладом нового типу, де проходять апробацію нові ліцейські програми.
- 1993 — Входження в Європейську асоціацію ліцеїв.

Створення міжнародного напрямку у роботі ліцею.
Освітній проект «East-West»
- 1995 — Школа-ліцей стає міжнародним центром Асоціації директорів шкіл в Україні.
- 1996 — Ліцензування як ліцей, у складі якого школа (1-6 класи) з поглибленим вивченням окремих предметів

та власне ліцей (7-11 класи).
Два відділення: математичне та гуманітарне.
5 спеціалізацій: — математика-інформатика,
 — математика-економіка,
 — література-лінгвістика,
 — історія-право,
 — міжнародні відносини.

- 1997 — Ліцей відвідав Президент України Леонід Данилович Кучма
- 2000-2001 — Ліцей святкує своє 10-річчя.

З 1999 року до річниці присвоєння ліцею № 38 імені В. М. Молчанова (25 січня) у школі проводять Комплексну Молчановську олімпіаду з базових предметів для учнів 6 та 9 класів нашого ліцею та інших шкіл, ліцеїв і гімназій міста Києва. Перша така олімпіада відбулася 20 січня 2000 року. І і ІІ олімпіади проходили у 2 тури. У першому учні відповідають на тестові завдання з української мови, англійської мови, зарубіжної літератури, математики, фізики, біології, географії, історії. Учні, які набрали не менше, ніж 40 балів, виходять до ІІ туру. У ІІ турі протягом 30 хвилин треба виконати творчу роботу. Переможці та призери визначаються за підсумками виступу на обох етапах олімпіади. Вони отримують грамоти і цінні подарунки. Учням інших шкіл надається можливість вступу до ліцею без вступних співбесід.
9 листопада 2023 року Київрада позбавила школу прізвища Молчанова у назві. Причиною перейменування була кампанія деколонізації, що активізувалася після початку широкомасштабного воєнного вторгнення Росії в Україну.

## Есперанто
З 1993 року, за ініціативи директора ліцею Ірини Козіної у ліцеї викладається есперанто як предмет, що сприяє більш легкому вивченню іноземних мов, розвиваючий логічне мислення та творчі нахили дітей. Викладач Михайло Лінецький.
Ірина Козіна та учні ліцею активісти щорічної акції що проходить в Алеї «Есперанто».
З 1994 року есперанто входить до навчального плану ліцею. В перші роки з ним знайомились учні 9-х класів, згодом есперанто було включено до навчального плану 7-х класів. Тепер з цією мовою знайомляться учні 6-х класів.
За ці роки есперантисти ліцею взяли участь у багатьох міжнародних програмах і зустрічах. Це Всесвітній конгрес молодих есперантистів (Санкт-Петербург, 1995 рік), фестиваль «Есперанто — мова мистецтва» (Мінськ, 1996 рік, Іваново, 1998 рік, Київ, 1999 рік), зустрічі молодих есперантистів в Україні, Польщі, Німеччині, Франції.
Ліцей став учасником Міжнародної програми «Інтеркультура». Учні ліцею, які вивчають есперанто, утворюють так званий віртуальний клас, який є одним з 98 класів віртуальної школи імені відомого есперантиста Тібора Секеля. З 28.04 до 3.05 2000 року група ліцеїстів побувала на реальній зустрічі учнів цієї віртуальної школи, яка відбулася у польському місті Кракові.